# Oligonychus senegalensis
Oligonychus senegalensis är en spindeldjursart som beskrevs av Gutierrez och Etienne 1981. Oligonychus senegalensis ingår i släktet Oligonychus och familjen Tetranychidae. Inga underarter finns listade i Catalogue of Life.